# Африканський ібіс
Африканський ібіс (Bostrychia) — рід пеліканоподібних птахів родини ібісових (Threskiornithidae). Містить 5 видів.

## Поширення
Представники роду поширені в Субсахарській Африці.

## Види
- Ібіс зелений (Bostrychia olivacea)
- Ібіс сан-томейський (Bostrychia bocagei)
- Ібіс строкатошиїй (Bostrychia rara)
- Гагедаш (Bostrychia hagedash)
- Ібіс рябокрилий (Bostrychia carunculata)